# Psychoda lucubrans
Psychoda lucubrans és una espècie d'insecte dípter pertanyent a la família dels psicòdids.

## Descripció
- Mascle: antenes de 0,9 mm de llargària (0,7 en el cas de la femella) i amb 15 artells (els núms. 14 i 15 són petits i clarament separats l'un de l'altre), ales d'1,2 mm de llargada i 0,5 d'amplada, nervadura sense taques marrons als extrems i edeagus senzill i allargat.
- Femella: similar al mascle amb la placa subgenital amb la concavitat apical moderadament fonda i ales d'1,3 mm de longitud i 0,5 d'amplada.[2]

## Distribució geogràfica
Es troba a la Micronèsia: la República de Palau.